# Деспина (спутник)

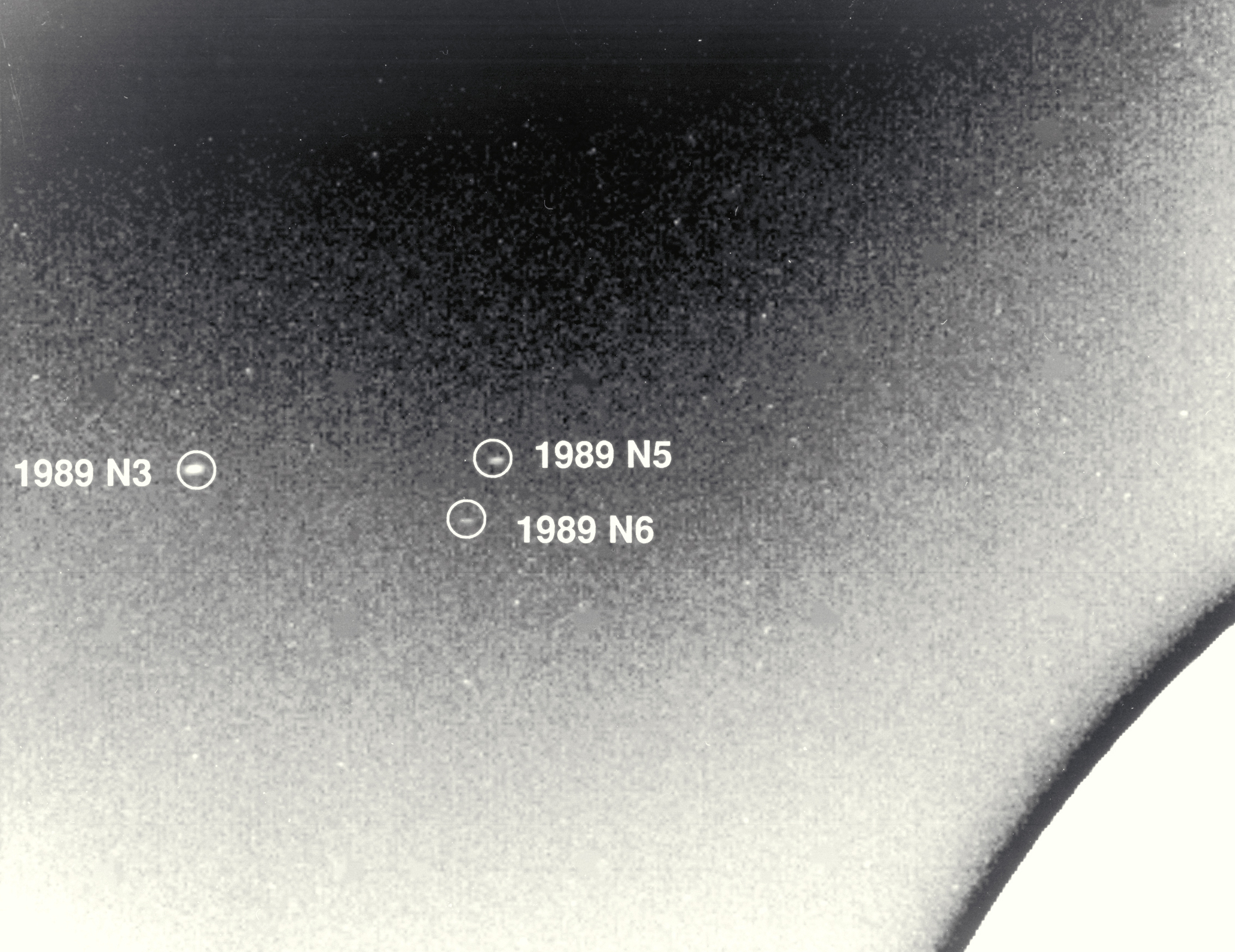
Деспина (1989 N3), Таласса (1989 N5) и Наяда (1989 N6) на снимке АМС Voyager 2

Деспина (др.-греч. Δέσποινα) — внутренний спутник планеты Нептун.
Названа по имени нимфы из греческой мифологии.
Также обозначается как Нептун V.

## История открытия
Деспина была открыта в конце июля 1989 года по снимкам, сделанным аппаратом «Вояджер-2».
Об открытии было объявлено 2 августа 1989 года, а текст сообщает о 10 изображениях, полученных в течение 5 дней, таким образом, открытие состоялось незадолго до 28 июля.
Спутник получил временное обозначение S/1989 N 3.
Собственное название было дано 16 сентября 1991 года.

## Характеристики
Деспина имеет неправильную (несферическую) форму.
Никаких следов геологической активности не обнаружено.
Вероятно, Деспина, как и другие спутники на орбитах ниже Тритона, сформировалась из обломков ранее существовавших спутников Нептуна, разрушившихся в результате столкновений, вызванных возмущениями от Тритона после его захвата Нептуном на первоначальную высокоэксцентрическую орбиту.
Орбита Деспины немного выше орбиты Талассы и чуть ниже кольца Леверье.
Деспина обращается ниже синхронной околонептуновой орбиты, вследствие чего орбита этого спутника постепенно снижается из-за воздействия приливных сил.
Со временем она может быть поглощена Нептуном или разрушиться из-за приливного растяжения и образовать кольцо при достижении предела Роша.